# Anolis alvarezdeltoroi
Anolis alvarezdeltoroi е вид влечуго от семейство Dactyloidae.

## Разпространение
Видът е разпространен в Мексико.